# Aepypodius arfakianus
Il tacchino di boscaglia caruncolato, megapodio dal bargiglio, tacchino australiano ocellato o tacchino di boscaglia crestato   (Aepypodius arfakianus (Salvadori, 1877)) è un uccello galliforme della famiglia Megapodiidae, endemico della Nuova Guinea.